# TransUnion
TransUnion est une entreprise américaine de collecte, de contrôle et de protection de données bancaires basée à Chicago.

## Histoire
En avril 2018, TransUnion annonce l'acquisition de Callcredit, une entreprise britannique, pour 1,4 milliard de dollars.